# Ivana Coppola
Pour les articles homonymes, voir Ivana et Coppola.
Ivana Coppola est une actrice et directrice artistique franco-italienne, née le 22 juin 1968 en Italie.
Active dans le doublage, elle est la voix française régulière de Julianne Moore, Kelly Hu, Hope Davis et Vera Farmiga, et ainsi qu'une des voix d'Eva Mendes et Michelle Yeoh.
Elle est aussi directrice artistique de films et de séries télévisées.

## Biographie
Née en Italie, Ivana Coppola arrive en France à l'âge de six ans. Elle développe très tôt un goût pour la chanson et le théâtre mais avant d'en faire son métier elle va étudier la kinésithérapie et l'exercer pendant cinq ans.
Elle est ensuite formée en danse, chant et théâtre aux cours du et au Théâtre-École du Passage par Niels Arestrup et Yves Le Moign'.
Elle commence le doublage à la fin des années 1980 et double aujourd'hui régulièrement Julianne Moore et Eva Mendes ainsi que Vera Farmiga, mais aussi Michelle Yeoh dans le biopic sur Aung San Suu Kyi : The Lady.
Côté animation elle est la voix de la maman de Petit Ours Brun dans Les Aventures de Petit Ours Brun. On peut l'entendre aussi dans la série d'animation satirique Loana et ses amis scénarisée par Francis Kuntz. Elle y interprète tous les personnages féminins
En 2010, Ivana Coppola met en scène sa première pièce, Dix Petits Nègres d'Agatha Christie adapté par Sébastien Azzopardi. En 2013, elle met en scène Court-circuit adapté des scènes courtes de Jean-Michel Ribes et Roland Topor.
En 2012, elle apparaît dans la série télévisée Au nom de la vérité de TF1.

## Théâtre

### En tant que comédienne
- 1986 : La Grotte, de Jean Anouilh, mise en scène Jacques Hardouin, théâtre de Neuilly
- 1989 : Les Héros de l’an II, de Philippe Gaudart, théâtre Montorgueil
- 1989 : Passionnément, à la folie, de Pascal Rossignol, mise en scène de l'auteur, théâtre de la Villa
- 1991 : Les Troyennes, de Christine Farré, théâtre La Clef
- 1992 : À la recherche d’Omar Khayyâm, mise en scène François Abou Salem, théâtre du Merlan de Marseille
- 1994-1996 : Les Voix de la mémoire, de Christine Farré, théâtre Paul-Éluard, tournée
- 1998 : Le Livre de feu, de Christine Farré, théâtre de Romainville
- 1999 : L’Inconnue de la Seine, d'Ödön von Horváth, mise en scène Christian Peythieu, théâtre du Lavoir moderne parisien
- 2000 : Aragon, Éluard, Desnos en résistance, de Christine Farré, théâtre de Vénissieux
- 2002 : Victor Hugo, l'homme des tempêtes, de Christine Farré, théâtre Olympe-de-Gouge
- 2004-2008 : Camille Claudel 1864-1943, adaptation et mise en scène Christine Farré, théâtre La Clef, La Luna (Avignon), théâtre de Charenton, Ciné 13 Théâtre
- 2008 : Mir Mir, de Pamela Edouart, mise en scène Christophe Luthringer, théâtre de Jouy Le Moutier, Cac de Meudon, théâtre Victor-Hugo
- 2010 : Compartiment fumeuses, de Joëlle Fossier, mise en scène Nicolas Malrone, théâtre du Nord-Ouest, Aire Falguière
- 2011 : Jacques a dit, de Marc Fayet, mise en scène Massimiliano Verardi, théâtre de Nesle
- 2013-2014 : Courts-circuits, de Jean-Michel Ribes et Roland Topor, mise en scène d'Ivana Coppola, Les Feux de la rampe

### En tant que metteuse en scène
- 2010 : Dix Petits Nègres, d'Agatha Christie, Carré Bellefeuille
- 2013-2014 : Courts-circuits, de Jean-Michel Ribes et Roland Topor, Les Feux de la Rampe

## Filmographie

### Cinéma
- 1988 : La Complainte du matelas idéal, court métrage de Stéphane Lellay
- 1994 : Rue Lénine, court métrage de Félix Olivier
- 1994 : Edgar s'égare, court métrage de Franck Médioni
- 1995 : Hors Saison, court métrage de Bruno Moulhérat
- 1995 : Guérir, court métrage de Robert Sitbon
- 1996 : Le noël ou il ne neigeait pas, court métrage de Manuel Moutier
- 1998 : En attendant l'an 2000, court métrage de Bruno Moulhérat
- 1999 : Théo Logique, court métrage de Renato Fabbri
- 1999 : Stand By, court métrage de Dominique Aru
- 2001 : Mes amis d'en France, court métrage de Laurent Vinas-Raymond
- 2001 : Âmes sœurs, court métrage de Catherine Vrignault Cohen
- 2002 : Coup de gigot, court métrage d'Adrien Saporito
- 2005 : Et si je parle, court métrage de Sébastien Gabriel
- 2005 : Ouf, court métrage de Pascal Rémy
- 2011 : Un jour de moins, court métrage de Bruno Detante
- 2012 : L'étreinte du mal, court métrage de Kevin Manson
- 2013 : Pay me…, court métrage de Greg Simon

### Télévision
- 1988 : Moravagine de Philippe Pilard
- 1988 : Frenchy Folies de Roger Pradines
- 1989 : Joseph Conrad de Philippe Carrese
- 1990 : Baisers volés de Philippe Maurice
- 1990 : Quatre pour un loyer de Philippe Gilardi
- 1991 : Tribunal de Josette Pacquin
- 1991 : Riviera de Marion Sarraut
- 1991 : Cas de divorce de Gérard Espinasse
- 1999 : Dossier: disparus  (épisode Frère Jérôme)
- 1999 : Cap des Pins de Pascal Heylbroeck
- 1999 : Au cœur de la loi de Denis Malleval
- 2003 : Les Cordier, juge et flic (épisode Cours du soir) de Michaël Perrotta
- 2006 : Une femme d'honneur (épisode Sans mobile apparent) de Patrick Poubel
- 2012 : Au nom de la vérité (épisode Amour et Chantage) d'Olivier Dorain

## Doublage
Note : Les dates inscrites en italique indiquent que la version française dirigée par Ivana Coppola est un redoublage ou un doublage tardif.

### Cinéma

#### Films
- Julianne Moore dans (16 films) :
  - Hannibal (2001) : Clarice Starling
  - Évolution (2001) : Allison Reed
  - Une affaire de cœur (2004) : Audrey Woods
  - Mémoire effacée (2004) : Telly Paretta
  - Chassé-croisé à Manhattan (2006) : Rebecca
  - La Couleur du crime (2006) : Brenda Martin
  - Les Fils de l'homme (2006) : Julian Taylor
  - Next (2007) : Callie Ferris
  - Crazy, Stupid, Love (2011) : Emily Weaver
  - Carrie : La Vengeance (2013) : Margaret Brigham White
  - Le Septième Fils (2014) : Mère Malkin
  - Kingsman : Le Cercle d'or (2017) : Poppy Adams
  - La Femme à la fenêtre (2021) : Katherine « Katie » Melli
  - Cher Evan Hansen (2021) : Heidi Hansen
  - Sharper (2023) : Madeline Hobbes
  - Echo Valley (2025) : Kate Garrett
- Vera Farmiga dans (12 films) :
  - Esther (2009) : Kate Coleman
  - Conjuring : Les Dossiers Warren (2013) : Lorraine Warren
  - Le Juge (2014) : Samantha
  - Conjuring 2 : Le Cas Enfield (2016) : Lorraine Warren
  - The Passenger (2018) : Joanna
  - La Nonne (2018) : Lorraine Warren
  - Front Runner : Le Scandale (2018) : Oletha « Lee » Hart
  - Godzilla 2 : Roi des monstres (2019) : Dr Emma Russell
  - Annabelle : La Maison du mal (2019) : Lorraine Warren
  - Conjuring : Sous l'emprise du Diable (2021) : Lorraine Warren
  - Many Saints of Newark - Une histoire des Soprano (2021) : Livia Soprano
  - Ezra (2023) : Grace
- Hope Davis dans (5 films) :
  - Cœurs perdus en Atlantide (2001) : Liz Garfield
  - Disconnect (2013) : Lydia Boyd
  - Captain America: Civil War (2016) : Maria Stark
  - Rebel in the Rye : Aux origines de l'Attrape-cœurs (2017) : Miriam Salinger
  - Cat Person (2023) : Kelly
- Michelle Yeoh dans (4 films) :
  - The Lady (2011) : Aung San Suu Kyi
  - Les Gardiens de la Galaxie Vol. 2 (2017) : Aleta Ogorod
  - Crazy Rich Asians (2018) : Eleanor Young
  - Star Trek: Section 31 (2025) : Philippa Georgiou
- Eva Mendes dans :
  - 2 Fast 2 Furious (2003) : Monica Fuentes
  - Deux en un (2003) : April
  - Out of Time (2003) : Alex Diaz-Whitlock
- Rachel Lascar dans :
  - À travers ma fenêtre (2022) : Sofía Hidalgo
  - À travers ma fenêtre 2 : L'Amour pour horizon (2023) : Sofía Hidalgo
  - À travers ma fenêtre 3 : Les yeux dans les yeux (2024) : Sofía Hidalgo
- Famke Janssen dans :
  - Un cri dans l'océan (1998) : Trillian St. James
  - Espion et demi (2003) : Rachel Wright
- Saffron Burrows dans :
  - Peur Bleue (1999) : Dr Susan McCallister
  - Troie (2004) : Andromaque
- Essie Davis dans :
  - Matrix Reloaded (2003) : Maggie
  - Matrix Revolutions (2003) : Maggie
- Tara Fitzgerald dans :
  - Exodus: Gods and Kings (2014) : Miriam
  - Luther : Soleil déchu (2023) : Miriam
- Miriam Shor dans : 
  - Les Gardiens de la Galaxie Vol. 3 (2023) : l'enregistreur Vim
  - Maestro (2023) : Cynthia O'Neal

- 1979[5] : Star Trek, le film : Dr Christine Chapel (Majel Barrett)
- 1992 : Singles : une femme en train d'embrasser (Alicia Roper)
- 1995 : Midnight Man : Carla (Tia Riebling)
- 1997 : Batman et Robin : Julie Madison (Elle Macpherson)
- 1998 : U-Turn : Jenny (Claire Danes)
- 1998 : Deep Impact : Chloe Lerner (Rya Kihlstedt)
- 1998 : Ronin : Deirdre (Natascha McElhone)
- 1999 : Matrix : Switch (Belinda McClory)
- 2000 : L'Enfer du dimanche : Mandy Murphy (Elizabeth Berkley)
- 2000 : Apparences : Jody (Diana Scarwid)
- 2000 : Tigre et Dragon : Madame Yu (Yan Hai)
- 2001 : Crocodile Dundee 3 : Sue Charlton (Linda Kozlowski)
- 2001 : Destination: Graceland : Cybil Waingrow (Courteney Cox)
- 2001 : A.I. Intelligence artificielle : Sheila (Sabrina Grdevich)
- 2001 : Divine mais dangereuse : Dr Green (Reba McEntire)
- 2002 : Le Dernier Château : Sergent gardienne de la prison (Kristen Shaw)
- 2002 : Dommage collatéral : Selena (Francesca Neri)
- 2002 : Minority Report : Sarah Marks (Ashley Crow)
- 2002 : Adaptation : Valerie Thomas (Tilda Swinton)
- 2003 : Mystic River : Annabeth Markum (Laura Linney)
- 2003 : Hollywood Homicide : Ruby (Lena Olin)
- 2004 : La vie est un miracle : Jadranka (Vesna Trivalic)
- 2004 : Le Jour d'après : Une reporter (Rosey Edeh)
- 2004 : Catwoman : Ophelia Powers (Frances Conroy)
- 2005 : American Crime : Jane Berger (Annabella Sciorra)
- 2005 : Baby-Sittor : Claire Fletcher (Lauren Graham)
- 2006 : Chaos : Karen Cross (Jessica Steen)
- 2006 : Big Mamma 2 : Constance Stone (Sarah Brown)
- 2006 : Friends with Money : Franny (Joan Cusack)
- 2007 : À vif : Carol (Mary Steenburgen)
- 2007 : Dans la vallée d'Elah : Evie, « Madame » (Frances Fisher)
- 2009 : Vengeance : l'inspecteur Ong (Maggie Siu)
- 2009 : Ma belle-famille en Italie : Sara (Mina Tander)
- 2010 : Atrocious : Déborah, la mère (Chus Pereiro)
- 2010 : Henri 4 : Marie de Médicis (Gabriela Maria Schmeide)
- 2011 : Stella Days : Molly (Marcella Plunkett)[6]
- 2012 : La Maison des ombres : Constance Strickland (Lucy Cohu)
- 2013 : World War Z : voix additionnelles[7]
- 2013 : La Malédiction de Chucky : Sarah (Chantal Quesnelle)
- 2013 : Real : Makiko, mère de Koichi (Kyōko Koizumi)
- 2015 : Star Wars, épisode VII : Le Réveil de la Force : voix additionnelles
- 2020 : Superintelligence : la présidente Monahan (Jean Smart)
- 2022 : Avoue, Fletch : la comtesse Sylvia de Grassi (Marcia Gay Harden)
- 2022 : Narvik : Petra « Polly » Gleditsch (Kari Bremnes)
- 2025 : L'Ombre d'Emily 2 : Portia Versano (Elena Sofia Ricci)

#### Films d'animation
- 1989[8] : La Petite Sirène : voix additionnelles[9]
- 1999 : Le Château des singes : la princesse Ida, fille du roi
- 2006 : Franklin et le Trésor du lac : Mme Tortue
- 2009 : Barnabé le Lutin et la Forêt magique : voix féminines[10]
- 2017 : Lego Ninjago, le film : Koko / Dame Dragon de Fer
- 2021 : The Witcher : Le Cauchemar du loup : Lady Zerbst

### Télévision

#### Téléfilms
- 2001 : Attila le Hun : N'Kara et Ildico (Simmone Mackinnon)
- 2003 : Mariés à jamais : Lindsay Boxer (Tracy Pollan)
- 2004 : Un fiancé pour Noël : Carol (Bridget White)
- 2004 : Le Parfait Amour : Jenny Kelley (Lori Heuring)
- 2005 : Cœurs emprisonnés : Tasha Simmons (Anne Openshaw (en))
- 2006 : Meurtre à Paradise : Carole Genest (Liisa Repo-Martell)
- 2007 : Maria Montessori : Une vie au service des enfants : Maria Montessori (Paola Cortellesi)
- 2008 : Stevie : Claire (Catherine McCormack)
- 2009 : En eaux troubles : Docteur Kaplan (Donna Yamamoto)
- 2009 : Les Murmures de Noël : Danielle (Anja Kling)
- 2009 : Petits meurtres entre voisins : Christina (Sarah-Jane Redmond)
- 2010 : La 19e Épouse : Kimberly Scott (Vanessa Holmes)
- 2011 : Le Visage d'un prédateur : Barbara Sullivan (Suleka Mathew)
- 2011 : L'Amour à la une : Julie Oliver (Nadia Dajani)
- 2011 : La Magie de la Famille : Abigail Pershing (Sarah Power)
- 2012 : Enceinte avant la fac : Juana (Judy Reyes)
- 2012 : L'Agence Cupidon : Eve Lovett (Joely Fisher)
- 2012 : Pour l'honneur de ma fille : Patricia Reid (Judith Hoag)
- 2012 : Panique sur Seattle : Carolyn Gates (Michelle Harrison)
- 2013 : Un été à Rome : Federica (Irina Wrona)
- 2013 : Dévorée par l'ambition : Caroline Renfro (Lynne Adams)
- 2014 : Brittany Murphy : La Mort suspecte d'une star : Sharon Murphy (Sherilyn Fenn)
- 2018 : Un enfant diabolique : Mme Grey (Danielle Bisutti)
- 2019 : Ma fille, disparue après une soirée étudiante : Gina (Boti Bliss)
- 2020 : Sous les coups de mon mari : l'affaire Lorena Bobbitt : Docteur Feister (Lindsey Connell)

#### Séries télévisées
- Kelly Hu dans (15 séries) :
  - Amour, Gloire et Beauté (1992) : Trish (épisodes 1272 et 1275)
  - Le Flic de Shanghaï (1998-2000) : l'inspecteur Grace Chen Pei Pei (44 épisodes)
  - NCIS : Los Angeles (2009) : Lee Wuan Kai (saison 1, épisode 5)
  - NCIS : Enquêtes spéciales (2009) : Lee Wuan Kai (saison 7, épisode 7)
  - Vampire Diaries (2010-2011) : Pearl Zhu (8 épisodes)
  - Hawaii 5-0 (2010-2011) : Laura Hills (saison 1)
  - Les Experts (2011) : Angie Salinger (saison 12, épisode 3)
  - Facing Kate (2012) : Lydia (saison 2, épisode 4)
  - Arrow (2012-2019) : China White (13 épisodes)
  - Castle (2013) : Scarlet Jones (saison 8, épisode 3)
  - Warehouse 13 (2013-2014) : Abigail Chow (6 épisodes)
  - The 100 (2014) : Callie « Cece » Cartwig (saison 1, épisode 1)
  - NCIS : Nouvelle-Orléans (2017) : Dr Anna Yoon (saison 4, épisode 7)
  - The Orville (2017-2022) : l'amirale Ozawa (8 épisodes)
  - BMF (2023) : l'inspectrice Veronica Jin (saison 2)
- Jillian Armenante dans (8 séries) :
  - Amy (1999-2005) : Donna Kozlowski (130 épisodes)
  - Hawthorne : Infirmière en chef (2009) : Cheryl Brooks (saison 1)
  - Dollhouse (2009) : Grace (saison 2, épisode 5)
  - Médium (2011) : Veronica Tate (saison 7, épisode 12)
  - US Marshals : Protection de témoins (2011) : Dr Perez (saison 4, épisode 12)
  - Desperate Housewives (2011) : Rachel (saison 8, épisodes 4 et 5)
  - Scandal (2012) : Moira O'Donnell (saison 2, épisode 1)
  - Bienvenue chez les Huang (2015-2019) : Nancy (18 épisodes)
- Miriam Shor dans (8 séries) :
  - Swingtown (2008) : Janet Thompson (13 épisodes)
  - GCB (2012) : Cricket Caruth-Reilly (10 épisodes)
  - The Good Wife (2012-2015) : Mandy Post (7 épisodes)
  - Younger (2015-2021) : Diana Trout (74 épisodes)
  - Elementary (2016) : Jennifer Bader (saison 4, épisode 18)
  - High Maintenance (2016 / 2018) : Renee (saison 1, épisode 2 et saison 2, épisode 7)
  - And Just Like That... (2023) : Amelia Carsey (saison 2, épisode 7)
  - Before (en) (2024) : Sue Ann (mini-série)
- Hope Davis dans (7 séries) :
  - Six Degrees (2006-2007) : Laura Morgan (13 épisodes)
  - New York, unité spéciale (2013 / 2021) : Viola Mesner (saison 14, épisode 19 et saison 22, épisode 14)
  - American Crime (2016) : Steph Sullivan (saison 2)
  - For the People (2018-2019) : Jill Carlan (20 épisodes)
  - Love Life (2020) : Claudia Hoffman (saison 1)
  - Your Honor (2020-2023) : Gina Baxter (20 épisodes)
  - Succession (2021-2023) : Sandi Furness (7 épisodes)
- Julianne Moore dans (4 séries) :
  - 30 Rock (2009-2013) : Nancy Donovan (6 épisodes)
  - Histoire de Lisey (2021) : Lisey Landon (mini-série)
  - Mary and George (2024) : Mary Villiers, comtesse de Buckingham (mini-série)
  - Sirens (2025) : Michaela (mini-série)
- Saskia Reeves dans (4 séries) :
  - Luther (2010) : l'inspecteur Rose Teller (saison 1)
  - Inspecteur Lewis (2011) : Alison McLennan (saison 5, épisode 1)
  - Les Enquêtes de Vera (2013) : Laura Marsden (saison 3, épisode 2)
  - Slow Horses (depuis 2022) : Catherine Standish
- Michelle Yeoh dans (4 séries) :
  - Strike Back (2015) : Mei Foster / Li-Na (saison 5)
  - Star Trek: Discovery (2017-2020) : Philippa Georgiou (24 épisodes)
  - The Witcher : L'Héritage du sang (2022) : Scían (mini-série)
  - Les Frères Sun (2024) : Eileen « Mama » Sun (8 épisodes)
- Meighan Desmond (en) dans :
  - Hercule (1997-1999) : Discorde (7 épisodes)
  - Xena, la guerrière (1997-2000) : Discorde (4 épisodes)
- Joely Fisher dans :
  - Méthode Zoé (2003-2005) : Zoe Busiek
  - Pour le meilleur et le pire (2006-2010) : Joy Stark
- Lola Glaudini dans :
  - FBI : Opérations secrètes (2003-2004) : Heather
  - NIH : Alertes médicales (2005) : Meredith Beck (saison 1, épisode 16)
- Marin Hinkle dans :
  - Brothers and Sisters (2007) : Courtney McCallister
  - Double Jeu (2013) : Samantha Bowers
- Cindy Katz dans :
  - Le Justicier de l'ombre (2002-2003) : Bettina Corwin
  - Person of Interest (2013) : Vicki Winter
- Rya Kihlstedt dans :
  - Covert Affairs (2010) : Helen Newman (saison 1, épisode 2)
  - NCIS : Enquêtes spéciales (2011) : Linda Idleton (saison 9, épisode 10)
- Alla Korot dans :
  - 24 Heures chrono (2006) : Suzanne Cummings (saison 5, épisode 8)
  - Shark (2006) : Tracy Weston (saison 1, épisode 10)
- Karina Logue dans :
  - Saving Grace (2009) : Jillian (saison 3, épisode 9)
  - Lie to Me (2009) : Gwen Burns (saison 2, épisode 4)
- Sofia Milos dans :
  - Caroline in the City (1997-1998) : Julia Mazzone Karinsky
  - The Border (2008) : Bianca LaGarda
- Ann Eleonora Jørgensen dans :
  - The Killing (2007-2010) : Pernille Birk Larsen (20 épisodes)
  - Inspecteur Barnaby (2014 / 2018) : Birgitte Poulsen (saison 16, épisode 5 et saison 20, épisode 2)
- Joanna Kanska (en) dans :
  - Material Girl (en) (2010) : Dorota
  - Litvinenko (2022) : Nika Privalova (mini-série)
- Sarah Parish dans :
  - Monroe (2011-2012) : Dr Jenny Bremner (12 épisodes)
  - Hatfields and McCoys (2012) : Levicy Hatfield (mini-série)
- Asher Keddie dans :
  - The Cry (2018) : Alexandra (mini-série)
  - Shame (en) (2019) : Simone (mini-série)
- Justine Mitchell dans :
  - Obsession (2019) : l'inspectrice Bould
  - Black Doves (2024) : Emma (mini-série)
- Vera Farmiga dans :
  - Halston (2021) : Adele (mini-série)
  - Hawkeye (2021) : Eleanor Bishop (mini-série)

- 1994-1995 : Models Inc. : Linda Holden (Teresa Hill)
- 1994-1999 : Un tandem de choc : Francesca Vecchio (Ramona Milano)
- 1997 : Au-delà du réel : L'aventure continue : Nicole (Ingrid Kavelaars) (saison 3, épisode 1)
- 1997 : Urgences : Dr Nina Pomerantz (Jami Gertz) (saison 3)
- 1998 : Walker, Texas Ranger : Dr Susan Lee (Julia Nickson)
- 1998-1999 : Cold Squad, brigade spéciale : Christine Liu (Linda Ko)
- 1998-2004 : JAG : le lieutenant Anne « GoGo » Binder (Sara Mornell) (saison 4, épisode 7), l'adjoint Linda Foyo (Nicki Micheaux) (saison 9, épisode 8), Vera McCool, la psychologue (Barbara Eve Harris) (saison 9, épisode 17 et saison 10, épisode 10)
- 1999-2000 : Friends : Janine Lacroix (Elle Macpherson)
- 1999-2000 : Queer as Folk : Marcie Finch (Susan Cookson)
- 2000 : Stargate SG-1 : Anise/Freya (Vanessa Angel)
- 2000-2001 : Unité 9 : Joss Nakano (Susie Park)
- 2000-2001 : Les Associées : Anita Temple (Justine Miceli)
- 2000-2006 : Des jours et des vies : Dr Karen Bader (Tammy Tavares)
- 2002-2005 : Preuve à l'appui : Laura (Nina Landey) (saison 2, épisode 7), Mme Strahan (Roxana Zal) (Saison 2, épisode 15), Meredith Stackhouse (Alicia Coppola) (saison 2, épisode 20), Su-Ying Zhang (Elizabeth Sung) (saison 4, épisode 13)
- 2003 : Sex and the City : Kyra (Tatum O'Neal) (Saison 6, épisode 9)
- 2003 : Le Monde de Joan : Janet Milner (Sarah Aldrich) (saison 1, épisode 4)
- 2003-2005 : Un, dos, tres : J.J. (Toni Acosta)
- 2003-2007 : Gilmore Girls : Anna Nardini (Sherilyn Fenn)
- 2004 : Rubí : Rubí Pérez Ochoa (Bárbara Mori)
- 2004-2006 : Les Condamnées : Natalie Buxton (Dannielle Brent)
- 2005 : New York, cour de justice : Dr Elizabeth Rogers (Leslie Hendrix) (saison 1, épisode 5), Maya Sullivan (Amy Raudenbush) (saison 1, épisode 9)
- 2005-2006 : DOS : Division des opérations spéciales : Samantha « Sonny » Liston (Kelly Rutherford)
- 2005-2006 : Les 4400 : Heather Tobey (Kathryn Gordon)
- 2005-2007 : Le Destin de Lisa Katia Plenske (Ulrike Mai)
- 2006 : The Closer : L.A. enquêtes prioritaires : Ru'yah « Rita » Fara (Anne Bedian) (saison 2, épisode 15)
- 2006-2007 : FBI : Portés disparus : Renee (Ingrid Sanai Buron) (saison 4, épisode 24), la serveuse (Casey Williams) (saison 6, épisode 1)
- 2006-2008 : Men in Trees : Leçons de séduction : Sara Johnson (Suleka Mathew)
- 2006-2009 : The Unit : Commando d'élite : Sarah Irvine (Susan Matus)
- 2006-2009 : Cold Case : Affaires classées : Brenda (Kathrine Narducci) (saison 4, épisode 2), Leigh Feldman / Foster (Katherine LaNasa) (saison 6, épisode 15)
- 2006-2009 : Dr House : Claire (Leigh-Allyn Baker) (saison 2, épisode 21), la mère de Max (Tuffet Schmezle) (saison 2, épisode 23), Judy (Michelle Clunie) (saison 2, épisode 24), Dr Schaffer (Kathleen York) (saison 4, épisode 3), Elaine (Jodi Harris) (saison 5, épisode 17)
- 2006-2009 : New York, unité spéciale : Alma Cordoza (Marlyne Afflack) (saison 8, épisode 8), Doris DiNuzio (Joanna Bonaro) (saison 10, épisode 17)
- 2006-2010 : Psych : Enquêteur malgré lui : Elaine (Patricia Drake) (saison 1, épisodes 3 et 6), Glenda (Teryl Rothery) (saison 1, épisode 11), Mr Yang (Ally Sheedy)
- 2006-2011 : Médium : Kathleen Walsh (Molly Ringwald) (saison 2, épisode 20), Caitlin Lynch (Tracy Pollan) (saison 5, épisodes 13 et 14)
- 2006-2012 : NCIS : Enquêtes spéciales : Sean Oliver (Stephanie Michels) (saison 3, épisode 15), Dr Rachel Cranston (Wendy Makkena)
- 2007 : Les Experts : Manhattan : Rebecca Monin (Rachel Perry) (saison 3, épisode 16)
- 2007 : Raines : Helen Mewlin (Cheryl White) (saison 1, épisode 3)
- 2007 : The Company : Elizabet Nemeth (Natascha McElhone)
- 2007-2008 : Skins : Angie (Siwan Morris)
- 2007-2010 : Durham County : Audrey Sweeney (Hélène Joy)
- 2008 : True Blood : Maudette Pickens (Danielle Sapia)
- 2008 : Desperate Housewives : Ellie Leonard (Justine Bateman) (saison 4)
- 2008 : Eleventh Hour : Beatrice Brown (Jessica Hecht) (épisode 2)
- 2008 : Bones : Helen Bridenbecker (Vicki Lewis) (saison 4, épisode 7)
- 2009 : Drop Dead Diva : Christy Talbot (Brooke Burns) (saison 1, épisode 12)
- 2009 : Lie to Me : Lorraine Burch (Megan Follows) (saison 1, épisode 6)
- 2009-2010 : Castle : Laurie Horn (Lisa Waltz) (saison 1, épisode 4), Lisa Jenkins (Julie Claire) (saison 2, épisode 23)
- 2009-2011 : Vie sauvage : Vanessa (Mary Anne Barlow)
- 2009-2011 : Amour, Gloire et Beauté : Agnes Jones (Sarah Brown)
- 2010 : Brothers and Sisters : Buffy McCreary (Cheryl Hines) (Saison 4)
- 2010 : Detroit 1-8-7 : Eva Gibbons (Adriane Lenox) (saison 1, épisode 6)
- 2010 : The Bridge : Billy (Theresa Joy)
- 2010 : Los Angeles, police judiciaire : Maria Olsen (Mira Furlan) (Pilote)
- 2010-2012 : Inspecteur Lewis : Isabel Crompton (Sophie Ward) (saison 4, épisode 2), Helena Wright (Matilda Ziegler) (saison 6, épisode 1), Marion Hammond (Lucy Cohu) (saison 6, épisode 3)
- 2011 : Body of Proof : Jen Russell (Molly Price) (saison 1, épisode 7)
- 2011 : The Secret Circle : Amelia Blake (Emily Holmes) (Pilote)
- 2011 : Ange ou Démon : Laia (Maru Valdivielso)
- 2011-2012 : Les Feux de l'amour : Genevieve Atkinson (Genie Francis)
- 2013 : 90210 Beverly Hills : Nouvelle Génération : Cheryl Harwood (Robin Givens) (saison 5)
- 2014-2023 : Flash : Nora Allen / la Vitesse Pure (Michelle Harrison) (31 épisodes)
- 2015-2021 : Soupçon de magie : Abigail Pershing (Sarah Power) (71 épisodes)
- 2016 : The 100 : Hannah Green (Donna Yamamoto)
- 2016-2017 : Outcast : Patricia MacCready (Melinda McGraw) (12 épisodes)
- 2016-2018 : Shadowhunters : Elaine Lewis (Christina Cox) (11 épisodes)
- 2016-2019 : Victoria : la baronne Lehzen (Daniela Holtz)
- 2017 : Sneaky Pete : Marjorie (Alison Wright)
- 2017 : Rush Hour : la capitaine Lindsay Cole (Wendie Malick)
- 2019-2021 : S.W.A.T. : le lieutenant Piper Lynch (Amy Farrington) (26 épisodes)
- 2019-2022 : Four More Shots Please! (en) : Samara Kapoor (Lisa Ray)
- 2021 : Allegra : Amelia « Cocó » Sharp (Elena Roger)
- 2021 : The Lost Symbol : Isabel Solomon (Laura De Carteret)
- 2022 : King of Stonks (de) : Angela (Miriam Fiordeponti) (mini-série)
- 2023 : Hunters : ? (?)
- 2023 : El silencio : ? (?) (mini-série)
- 2023 : Mon cosmonaute : Klimova (Svetlana Anikey (en))
- 2023 : Daily Dose of Sunshine : Gyeong-sil [Qui ?]
- 2024 : Le Garçon et l'Univers : Dr Brennan (Kate Box) (mini-série)
- 2024 : L'Amour trompé : Delia (Fabrizia Sacchi) (mini-série)
- 2024 : Elsbeth : Wendy Wexler (Nadia Dajani) (saison 1, épisode 3)
- 2024 : Tracker : Barbie Lee (Freda Foh Shen (en)) (saison 2, épisode 8)
- 2025 : De parfaites demoiselles : Doña Angustias (Gracia Olayo (es))
- 2025 : La Maison de David : Hila (Bahia Haifi)

#### Séries d'animation
- 1999-2001 : Batman, la relève : Inque
- 2001-2006 : La Ligue des justiciers : Cheetah
- 2003-2004 : Les Aventures de Petit Ours Brun : Maman Ours
- 2004-2005 : Le Roi de Las Vegas : Kate
- 2005-2006 : Angel Heart : Saeko Nogami
- 2007-2008 : Animalia : Rhina
- 2009 : Loana et ses amis (Groland) : la narratrice, Loana et voix féminines
- 2022 : The Boys présentent : Les Diaboliques : Barb
- 2024 : The Grimm Variations : la maman et Âne

### Jeux vidéo
- 2000 : Les Saisons de Petit Ours Brun : Maman Ours
- 2014 : Assassin's Creed Rogue : Cassidy
- 2015 : The Witcher 3: Wild Hunt : Fringilla Vigo, la « Petite Rousse » et divers personnages
- 2015 : Assassin's Creed Syndicate : voix additionnelles
- 2016 : Final Fantasy XV : voix additionnelles
- 2017 : La Terre du Milieu : L'Ombre de la guerre : l'esprit de Carnán
- 2023 : Assassin's Creed Mirage : ?
- 2024 : Star Wars Outlaws : ?

### Direction artistique

#### Films
- 2014 : Anarchy: Ride or Die
- 2014 : The Anomaly
- 2014 : L'Incomprise
- 2015 : Anomalisa
- 2015 : Legacy
- 2017 : Cargo
- 2017 : I Don't Feel at Home in This World Anymore
- 2019 : Get Duked!
- 2020 : Chez moi
- 2020 : Host
- 2020 : Tellement beau
- 2021 : Années de chien
- 2021 : Encore plus beau (it)
- 2021 : Toujours plus beau (it)
- 2021 : Penguin Bloom
- 2021 : Yara (it)
- 2021 : Le Tournant (it)
- 2021 : Quatorze jours
- 2022 : Heatwave
- 2022 : Hypersomnie (it)
- 2023 : Pas trop tôt
- 2023 : Nuovo Olimpo
- 2023 : Familia (it)
- 2023 : La Chimère
- 2024 : Fabricant de larmes
- 2024 : House of Spoils (en)
- 2024 : Retour clandestin

#### Téléfilms
- 2009 : Pastor Brown (en)
- 2009 : Un bébé devant ma porte
- 2012 : Seconde chance pour une romance
- 2012 : Les Naufragés du lagon bleu
- 2012 : Un plan diabolique[11]
- 2012 : La Femme la plus recherchée d'Amérique[11]
- 2013 : Une mère indigne
- 2013 : Le Labyrinthe de l'injustice
- 2013 : Une mère à la dérive
- 2014 : L'Engrenage de l'anorexie[11]
- 2014 : Une ombre sur le mariage[11]
- 2014 : Le Campus de la honte[11]
- 2014 : Deux mères pour la marié[11]
- 2014 : Les Enfants du péché[11]
- 2015 : Grossesse sous surveillance
- 2016 : Un mari avant Noël[11]
- 2019 : Noël Actually[11]
- 2019 : Princesse incognito[11]
- 2019 : Des fiançailles sous la neige[11]
- 2019 : Ma fille, sous l'emprise de son petit-ami[11]
- 2019 : La vie cachée de mon mari[11]
- 2020 : Échangées à la naissance[11]
- 2020 : Moi, Kamiyah, enlevée à la naissance[11]
- 2020 : Le témoin de la mariée[11]
- 2020 : Le rêve brisé de ma fille : Droguée par sa coach[11]
- 2020 : Noël au manoir enchanté[11]
- 2020 : 15 ans d'écart[11]
- 2020 : L'Ange secret de Noël[11]
- 2021 : Chloé, 18 ans, disparue[11]
- 2021 : J'ai tué mon mari[11]
- 2021 : Serment mortel sur le campus[11]
- 2022 : La peur entre les murs[11]
- 2022 : Deux billets pour le paradis[11]
- 2022 : Une nouvelle étincelle pour Noël[11]

#### Séries télévisées
- 2007-2010 / 2022 : Boris (it)
- 2015 : Rex, chien flic (avec Pauline Brunel, saison 18)
- 2015-2017 : Fargo (saisons 2 et 3[12])
- 2015-2018 : American Patriot
- 2015-2019 : Le Maître du Haut Château
- 2016 : Retribution (en) (mini-série)
- 2016-2021 : Goliath
- depuis 2016 : Stranger Things
- 2017 : Les Quatre filles du Docteur March (en) (mini-série)
- 2017-2018 : Valor (avec Laurent Dattas)
- 2017-2018 : Famous in Love
- 2017-2020 : Tin Star (en)
- depuis 2017 : Mustangs FC
- depuis 2018 : L'Amie prodigieuse
- 2019 : Unbelievable
- 2019 : Quicksand
- 2019-2021 : Hanna
- 2020 : Luna nera
- 2020 : The Sister (en)
- 2020 : Black Space
- 2020 : Curon (it)
- 2020 : Lincoln : À la poursuite du Bone Collector
- 2021 : The Girl Before
- 2021 : Luna Park
- 2021 : L'Improbable Assassin d'Olof Palme
- depuis 2021 : New York, crime organisé (avec Josy Bernard)
- 2022 : Meurtre au Polonium - L'Affaire Litvinenko (mini-série)
- 2022 : Comptine mortelle (en)
- 2022 : Last Light (mini-série, avec Fred Colas)
- 2022 : Entre saisonniers (pt)
- 2022 : Nous voulons tous être sauvés
- depuis 2022 : Les Rescapés de l'Arianna (it)
- depuis 2022 : Christian (it)

- 2023 : Blacklist (saison 10, avec Pierre-François Pistorio)

#### Séries d'animation
- 2017 : Didi et l'Œuf (en)[11]
- 2018-2019 : Le Trio venu d'ailleurs : Les Contes d'Arcadia[11]
- 2020 : Mages et Sorciers : Les Contes d'Arcadia

#### Jeu vidéo
- Stranger Things : The Experience

## Voix-off

### Publicités[13]
- Acadomia
- Alfa Romeo
- Barbara Gould
- Bâton de Berger
- CASDEN Banque populaire
- Cif
- Dash
- Éditions Belfond : Douglas Kennedy, Cet instant-là
- Heudebert
- L'Oréal : Julianne Moore
- Netto
- Lumix Panasonic
- Polo Ralph Lauren
- Renault

### Télévision[13]
- BFM TV
- France 3
- M6

### Radio[13]
- Chérie FM (Jazz Émotion)
- France Inter (Émission Marc Chagall)

### Documentaire
- 2022 : Harry and Meghan :  Ashleigh Hale et Silver Tree